# آستراگالین
آستراگالین (به انگلیسی: Astragalin) با فرمول شیمیایی C۲۱H۲۰O۱۱ یک ترکیب شیمیایی با شناسه پاب‌کم ۵۲۸۲۱۰۲ است. که جرم مولی آن ۴۴۸٫۳۷ گرم بر مول می‌باشد. 